# 好酸球増多症
好酸球増多症（Eosinophilia）とは、末梢血中の好酸球数が5×108/L（500/μL）を超える状態のことを指す。過好酸球増多症（Hypereosinophilia）は、循環血液中の好酸球数が1.5×109/L（1,500/μL）を超え、組織中の好酸球増多所見が診られる状態である。好酸球増多症候群（Hypereosinophilic syndrome）とは、この好酸球数が1.5×109/L（1,500/μL）を超えて持続的に増加し、好酸球による臓器傷害を伴うもの（他の臓器傷害性疾患が除外されている）である。
好酸球は通常、循環白血球の7％未満である。血液以外の組織の好酸球数が著しく増加した場合、組織好酸球増多症と診断される。いくつかの原因が知られているが、最も多いのは何らかのアレルギー反応や寄生虫感染である。好酸球増多症の診断は、全血球算定（CBC）で行われるが、根本的な原因を探るための診断方法は、疑われる疾患によって異なる。CBCで顕著な好酸球増加が認められれば、好酸球の絶対数は一般的には必要ない。好酸球増多症は、原因となる因子がどこに存在するかによって、好酸球細胞以外に存在する外因性好酸球症と、好酸球細胞内に存在する内因性好酸球症の2つに分類される。具体的な治療法は原因となる疾患によって異なるが、特発性好酸球増多症では、副腎皮質ホルモンの投与で病勢を制御できる。特発性でなければ好酸球増多症は疾患ではない（むしろ徴候に過ぎない）。
血中好酸球数は、500 - 1,500/μLで軽度上昇、1,500 - 5,000/μLで中等度上昇、5,000/μL以上で重度上昇とされている。血中好酸球数の上昇パターンは、一過性、持続性、再発性、周期性に分けられる。
ヒトの血液中の好酸球数は、通常、100〜500個/μLである。この量は、好酸球コロニー形成ユニット（CFU-Eos）と呼ばれる骨髄の好酸球前駆細胞による好酸球の産生量と、循環血中の好酸球が毛細血管後の静脈を透過して組織に移動する量のバランスにより維持されている。好酸球は、末梢血白血球の極一部（通常8％以下）を占め、循環血液中での半減期は8 - 18時間であるが、少なくとも数週間は組織内に留まる。
好酸球は最終分化顆粒球の一つで、侵入して来た微生物（主に寄生虫や蠕虫、ある種の真菌やウイルス）を中和する機能を持つ。また、移植片拒絶反応、移植片対宿主病、腫瘍細胞の殺傷などにも関与している。これらの機能を果たすために、好酸球は必要に応じてさまざまな毒性のある活性酸素種（次亜臭素酸塩、次亜臭素酸、スーパーオキシド、過酸化物など）を産生・放出し、サイトカイン、ケモカイン、成長因子、脂質メディエーター（ロイコトリエン、ペルオキシドなど）などのあらかじめ用意された武器を必要に応じて放出する。 また、サイトカイン、ケモカイン、成長因子、脂質メディエーター（ロイコトリエン、プロスタグランジン、血小板活性化因子など）、毒性の好酸球顆粒タンパク質（金属プロテアーゼ、主要塩基性タンパク質(MBP)、好酸球陽電荷タンパク質(ECP)、好酸球ペルオキシダーゼ(EPO)、好酸球由来神経毒 (EDN) など）を必要に応じて放出する。これらの物質は、侵入して来た微生物や異物、悪性細胞を破壊する強固な免疫反応や炎症反応を指揮する役割を果たしている。好酸球増多症や過好酸球増多症のように、過剰に産生され、過剰に活性化されると、好酸球は活性酸素や各種の分子武器を正常組織に向けることがある。その結果、肺、心臓、腎臓、脳などの臓器に深刻なダメージを与えることになる。

## 病態生理
IgEを介した好酸球の増加は、好塩基球や肥満細胞から放出される化合物によって誘導される。この化合物には、アナフィラキシー時の好酸球走化性因子、ロイコトリエンB4、セロトニンを介した好酸球顆粒の放出、補体複合体（C5-C6-C7）、インターロイキン-5、ヒスタミン（ただし、濃度範囲は狭い）などが含まれる。
未治療の好酸球増多症による症状は、原因によって異なる。アレルギー反応の際には、肥満細胞からヒスタミンが放出されて血管拡張が起こり、それに伴い好酸球が血液から移動して組織内に留まる。好酸球が組織に蓄積すると、大きなダメージを受ける。好酸球は、他の顆粒球と同様に、消化酵素や細胞障害性タンパク質を含む顆粒（または嚢）を有しており、通常の状態では寄生虫を破壊するために使用されるが、好酸球増多症ではこれらの物質が健康な組織を損傷する。これらの物質に加えて、好酸球の顆粒には炎症性分子やサイトカインが含まれており、これがさらに多くの好酸球や他の炎症性細胞を患部に呼び寄せ、損傷を増幅・永続化させる。このプロセスが、アトピー性喘息やアレルギー性喘息の病態生理における主要な炎症プロセスであると一般に認められている。

## 診断
診断は全血球算定（CBC）で行われる。しかし場合によっては、より正確な好酸球絶対数が必要となることもある。病歴の聴取は、旅行、アレルギー、薬物使用などを中心に実施される。胸部X線検査、尿検査、肝機能検査、腎機能検査、寄生虫や結合組織病の血清検査など、原因となる疾患を特定するための検査が行われることが多い。便に寄生虫の痕跡（卵、幼虫など）があるか否かを調べることもあるが、陰性であっても寄生虫感染を否定するものではない。例えば、旋毛虫症の場合は筋肉生検が必要となる。血清中ビタミンB12の上昇や白血球アルカリホスファターゼの低下、あるいは末梢血塗抹標本での白血球異常は骨髄増殖障害を示す。特発性好酸球増多症の場合は、合併症がないか経過観察する。副腎皮質ホルモンを短期間投与することで、アレルギー性疾患の診断が可能である。これは、免疫の過剰反応を抑制することで好酸球増多が解消されるからである。腫瘍性疾患は、白血病の場合は骨髄検査と生検、固形腫瘍の場合はMRI/CT、血清LDHや他の腫瘍マーカーの検査など、通常の方法で診断される。

## 分類
好酸球増多症は、その原因に基づいていくつかのサブタイプに分類される。ここで、500〜1,500/μLの好酸球数を示す好酸球増多症は、過好酸球増多症の臨床的基準に合致し、過好酸球増多症のいずれかに分類される可能性がある。好酸球増多症と過好酸球増多症の間の1,500/μLというカットオフはやや恣意的である。好酸球増多症／過好酸球増多症をサブタイプに分類するために、少なくとも2つの異なるガイドラインがある。
英国血液学標準化委員会の一般血液疾患および血液腫瘍学タスクフォース では、これらの疾患を、
1. 一次性、即ち好酸球細胞株の異常に起因するもの
2. 二次性、即ち好酸球以外の疾患に起因するもの
3. 特発性、原因不明のもの

に分類している。また世界保健機関では、これらの疾患を、
1. 好酸球増多とPDGFRA、PDGFRB、FGFR1 の異常を伴う骨髄性およびリンパ性新生物（即ち、これら3つの遺伝子のうち1つの変異によって引き起こされる好酸球数の増加）
2. 慢性好酸球性白血病
3. 特発性好酸球増多症候群

に分類している。後者の分類では、二次性好酸球増多症／過好酸球増多症は、好酸球の真の障害とは見なされない。
本稿では、この2つの分類を統合し、二次的な、即ち反応性の好酸球増多症を含むように拡張する。また、別のサブタイプである臓器限定型好酸球増多症も記述する。これは、好酸球が介在する組織障害が1つの器官に限定され、しばしば血中好酸球数の増加を伴う疾患であるが、必ずしもそうとは限らない。なお、本項では以下eosinophilia/hypereosinophiliaを区別せず「好酸球増多症」と記述する。

### 原発性好酸球増多症
原発性好酸球増多症は、好酸球のクローン、すなわち、著しく変異した幹細胞から派生した遺伝的に同一の好酸球群の発生によるものである。このクローンは、良性の場合もあれば、前悪性の場合もあり、また、明らかに悪性の場合もある。これらの好酸球増多症の基本的な要因は、最初に変異した細胞から派生した細胞の増殖、生存、および更なる変異を増加させる突然変異である。原発性好酸球増多症にはいくつかのサブタイプがある。

#### クローン性好酸球増多症
クローン性好酸球増多症（clonal/neoplastic hypereosinophilia；HEN）とは、PDGFRA、PDGFRB、FGFR1の遺伝子に変異があるか、あるいはPCM1-JAK2 融合遺伝子を作り出す染色体転座を有する前悪性または悪性の好酸球クローンによって引き起こされる好酸球増多症である。これらの遺伝子は、親細胞の増殖や生存を促進する機能不全のタンパク質をコードしており、その結果、好酸球のクローンが増殖し、絶えず成長することになる。これらの変異は、特発性好酸球増多症や特発性好酸球増多症候群とは異なる別の症状を引き起こすものとして、世界保健機関（WHO）によって認識されている。これらのクローンの存在は、組織の損傷と関連している可能性があるが、いずれにしても、好酸球クローンのサイズを縮小させ、成長を抑制することを目的とした特定の治療が必要である。さらに最近では、他の遺伝子の変異が同様の単クローン性好酸球増多症を引き起こすことが報告されているが、特発性好酸球増多症や特発性好酸球増多症候群とは異なる疾患としてまだ認識されていない。これらには、JAK2、ABL1、FLT2 の遺伝子変異や、ETV6-ACSL6 融合遺伝子を作り出す染色体転座などがある。

#### 慢性好酸球性白血病（CEL, NOS）
慢性好酸球性白血病、他の詳細なし（chronic eosinophilic leukemia, not otherwise specified；CEL, NOS）は、好酸球の血球数が1,500/μL以上となる好酸球細胞系の白血病誘発性疾患である。2017年の世界保健機構の基準では、BCR-ABL1 融合遺伝子陽性の慢性骨髄性白血病、真性多血症、本態性血小板血症、原発性骨髄線維症、慢性好中球性白血病、慢性骨髄単球性白血病、非定型慢性骨髄性白血病、PDGFRA、PDGFRB、FGFR1 の遺伝子再配列を伴う単クローン性好酸球症、PCM1-JAK2、ETV6-JAK2、BCR-JAK2 融合遺伝子を有する染色体転座などに伴う好酸球増多症をこの疾患から明確に除外している。この診断のためには、骨髄および末梢血中の未熟な好酸球（例：骨髄芽球）細胞数が20％以下であり、染色体変化（inv(16)(p13.1q22)）および t(16;16)(p13;q22)、ならびに急性骨髄性白血病の診断上の他の特徴がないことが必要である。後者の診断上の特徴としては、クローン性の細胞遺伝学的異常や他の形態の白血病を診断する分子遺伝学的異常、骨髄芽球数が骨髄で55％以上、血液で2％以上であることなどが挙げられる。慢性好酸球性白血病は、急性好酸球性白血病または他のタイプの急性骨髄性白血病に変化することがある。

#### 家族性好酸球増多症
家族性好酸球増多症（familial hypereosinophilia；HEFA）は、持続的な血中好酸球上昇を特徴とする稀な先天性疾患であり、好酸球増多症と診断されることが多い。常染色体優性遺伝で、家族調査により、原因となる遺伝子が第5染色体のq31-q33の位置、マーカーD5S642とD5S816の間にあることが判明している。この領域には、インターロイキン-3、インターロイキン-5、コロニー刺激因子2の3つの遺伝子を含むサイトカイン遺伝子群が存在しており、これらの遺伝子は好酸球の発生と増殖を制御する機能を持っている。しかし、これらの遺伝子のプロモーター、エクソン、イントロン、あるいはインターロイキン-3やコロニー刺激因子2の共通遺伝子エンハンサーには、機能的な配列の遺伝子多型は認められない。このことから、家族性好酸球増多症の主な欠陥は、これらの遺伝子のいずれかの突然変異ではなく、この染色体領域内の別の遺伝子にあることが示唆される。この疾患における好酸球増加に関連した臨床症状や組織破壊は稀である。家族性好酸球増多症は、他の先天性および後天性好酸球性疾患と比較して、一般的に良性の表現型を有している。

#### 特発性好酸球増多症
特発性好酸球増多症（idiopathic hypereosinophilia。または意義不明の好酸球増多症、hypereosinophilia of undetermined significance；HEUS）は、少なくとも2回の検査で検出される好酸球の血球数が1,500/μL以上に増加することを特徴とする疾患である。本疾患は、好酸球に起因する組織障害や、一次的または二次的の好酸球増多症と関連しない。即ち、本症は除外診断であり、原因は不明である。本疾患は、時間の経過とともに、原発性好酸球増多症、典型的クローン性好酸球増多症、慢性好酸球性白血病、または他の白血病に伴う好酸球増多症に診断される場合がある。また、この疾患は、組織や臓器の損傷を伴うこともあるため、好酸球増多症候群と診断されることもある。特発性好酸球増多症は、より重篤な疾患を引き起こす可能性があるため、経過観察を行う。

#### 特発性好酸球増多症候群
特発性好酸球増多症候群（idiopathic hypereosinophilic syndrome；HES）は、好酸球による組織や臓器の損傷を伴う好酸球増多を特徴とする疾患である。殆どの臓器や組織が損傷を受ける可能性があるが、肺、皮膚、心臓、血管、副鼻腔、腎臓、脳などが最も一般的である。世界保健機関（WHO）は、この診断を明確な原因がない場合に限定している。即ち、二次性（すなわち反応性）好酸球増多症（リンパ球変異型好酸球増多症を含む）および原発性好酸球増多症（慢性好酸球性白血病(NOS)、クローン性好酸球増多症、血液悪性腫瘍に伴う好酸球増多症を含む）は総てこの診断から除外されている。

### 続発性好酸球増多症
二次性（または反応性）好酸球増多症（secondary/reactive eosinophilia；HER）は、基礎疾患によって引き起こされる非クローン性の血中好酸球濃度の増加である。これらの疾患における好酸球増加の原因は、1つまたは複数のサイトカイン（顆粒球マクロファージコロニー刺激因子、インターロイキン-3、インターロイキン-5など）の放出と考えられている。これは、
1. 骨髄前駆細胞、即ちCFU-Eosを増殖させ、好酸球に成熟させる。
2. 骨髄好酸球の循環血中への放出を促進する。
3. 循環している好酸球を刺激して組織に侵入させ、組織を傷害する物質を放出させる。

などの作用を有する。これらのサイトカインは、罹患細胞によって放出されるか、罹患細胞が非罹患細胞にこれらのサイトカインを放出させる可能性がある。好酸球増多症に関連する、あるいはその原因となることが知られている、または推定されている主な疾患を以下に示す。

#### 感染
蠕虫は、これらの寄生虫の常在地域において、好酸球増多症の一般的な原因となる。血中好酸球数の増加を引き起こす蠕虫感染症には以下のものがある。
1. 線虫類（広東住血線虫症や鉤虫感染症など）、回虫症、糞線虫症（英語版）、旋毛虫症、内臓幼虫移行症、顎口虫症、嚢虫症、エキノコックス症、
2. 糸状虫上科（熱帯性肺好酸球増多症（英語版）、ロア糸状虫症（英語版）、オンコセルカ症など）、
3. 吸虫（住血吸虫症、肝蛭症、肝吸虫症、肺吸虫症、肥大吸虫症（英語版）など）

がある。好酸球数の増加に関連するその他の感染症としては、原生動物感染症（戦争シストイソスポーラ、二核アメーバ、肉胞子虫）、真菌感染症（播種性ヒストプラズマ症、クリプトコッカス症（特に中枢神経系に病変がある場合）、コクシジオイデス症）、ウイルス感染症（HTLV-1、HIV）などがある。

#### 自己免疫疾患
好酸球増多症は、以下の自己免疫疾患と関連する可能性がある。
- 全身性エリテマトーデス、好酸球性筋炎、好酸球性筋膜炎（英語版）、好酸球性多発血管炎性肉芽腫症、皮膚筋炎、重症関節リウマチ、進行性全身性強皮症、シェーグレン症候群、閉塞性血栓性血管炎、ベーチェット病、IgG4関連疾患、炎症性腸疾患、サルコイドーシス、水疱性類天疱瘡、疱疹状皮膚炎[9]

#### アレルギー疾患
好酸球増多は、アレルギー性の基礎があることが知られている、または考えられている以下の既知の疾患と関連している。
- アレルギー性鼻炎、喘息、アトピー性皮膚炎、好酸球性食道炎、慢性副鼻腔炎、アスピリン誘発性喘息、アレルギー性気管支肺アスペルギルス症、慢性好酸球性肺炎、木村病[9][24]

また、ある種の食物アレルギー疾患では、好酸球増多症を伴うことがある。アレルギー性好酸球性食道炎や食品タンパク質誘発性胃腸炎症候群は、一般的に血中好酸球数の上昇を伴う。

#### 薬剤性
さまざまな薬剤が、さまざまなアレルギー症状を伴う好酸球増多を引き起こすことが知られている。その症状は、びまん性斑状丘疹性発疹から、稀に重篤化し、好酸球増加および全身症状を伴う薬物反応（DRESS）症候群などを引き起こすことがある。DRESS症候群と双方向の交わりを持つ、免疫アレルギー性病理を特徴とする薬剤性肝炎は、一般的に重度の好酸球増多を伴う。これらの症状の原因としては、ほぼ全ての薬剤を考慮する必要があるが、最も頻繁に報告される原因としては、以下の薬剤および薬剤群が挙げられる。
- ペニシリン、セファロスポリン、ジアフェニルスルホン、スルホンアミド、カルバマゼピン、フェニトイン、ラモトリギン、バルプロ酸、ネビラピン、エファビレンツ、イブプロフェン、アロプリノール、非ステロイド性抗炎症薬（NSAIDs）、リスペリドンなどの一部の抗精神病薬

これらの薬剤はDRESS症候群のような重篤な毒性反応を引き起こす可能性がある。その他、非重篤な症状（例：非DRESS症候群）を伴う血中好酸球濃度の上昇を引き起こすことがしばしば報告されている薬剤や薬剤群には以下のものがある。
- テトラサイクリン、ドキシサイクリン、リネゾリド、ニトロフラントイン、メトロニダゾール、カルバマゼピン、フェノバルビタール、ラモトリギン、デシプラミン（英語版）、アミトリプチリン、フルオキセチン、ピロキシカム、ジクロフェナク、ACE阻害薬、アバカビル、ラニチジン、シクロスポリン、ヒドロクロロチアジド[9][24]

また、神経伝達物質であるGABAのアナログであるフェニブトも高用量でDRESS症候群への関与が指摘されている。T細胞を介するこの反応は、好酸球性筋痛症候群を引き起こす可能性もある。
毒性油症候群は、セイヨウアブラナ油に含まれる1つ以上の成分により引き起こされる好酸球増多症と全身症状である。また、好酸球増多を伴う好酸球筋痛症候群は、アミノ酸であるL-トリプトファンの特定の市販ロットに含まれる微量の汚染物質が原因と考えられている。

#### 悪性腫瘍
ある種の悪性腫瘍では、二次性好酸球増多症が生じる。このような血中好酸球の増加は、刺激性サイトカインの放出や、骨髄への侵襲により、常在する好酸球やその前駆体が刺激されることで生じる。このような作用を伴う悪性腫瘍には、胃癌、大腸癌、肺癌、膀胱癌、甲状腺癌の他、子宮頸癌、膣癌、陰茎癌、皮膚癌、鼻咽頭癌などの扁平上皮癌がある。血液悪性腫瘍の中にも、二次的に血中好酸球数の増加を伴うものがある。ホジキン病、特定のT細胞リンパ腫、急性骨髄性白血病、骨髄異形成症候群、多くの全身性肥満細胞症、慢性骨髄性白血病、真性多血症、本態性血小板血症、骨髄線維症、慢性骨髄単球性白血病、およびTリンパ芽球性白血病/リンパ腫関連または骨髄異形成/骨髄増殖性疾患関連の好酸球増多症の一部の症例などである。
ホジキンリンパ腫（ホジキン病）では、しばしば重度の好酸球増多が認められるが、非ホジキンリンパ腫や白血病では、それほど顕著な好酸球増多は認められない。固形腫瘍では、卵巣癌が最も好酸球増多症を引き起こし易いが、他の悪性腫瘍でも好酸球増多症を引き起こす可能性がある。固形上皮細胞腫瘍は、組織および血液の両方に好酸球増多を引き起こすことが示されており、腫瘍細胞によるインターロイキンの産生、特にIL-5やIL-3が介在しているのではないかという報告もある。また、ホジキンリンパ腫では、リード・ステルンベルグ巨細胞から分泌されるIL-5が原因で起こることが示されている。原発性皮膚T細胞リンパ腫では、血液および皮膚の好酸球増加がしばしば診られる。これらの疾患では、リンパ腫細胞がIL-5を産生することも示されている。他のタイプのリンパ系悪性腫瘍でも、5番染色体と14番染色体の間の転座や、血小板由来成長因子受容体αまたはβをコードする遺伝子の変化を伴うリンパ芽球性白血病で、好酸球増加が認められる。好酸球を呈する患者は、好酸球ヘマトポエチンをコードする遺伝子を過剰に発現している。急性Bリンパ性白血病の5番染色体と14番染色体の間の転座により、IL-3遺伝子と免疫グロブリン重鎖遺伝子が並置され、IL-3が過剰に産生され、血液および組織の好酸球増多を引き起こしている。

#### 原発性免疫不全症候群
原発性免疫不全症候群（primary immunodeficiency）は、遺伝子の欠損による先天的な免疫系のエラーであり、その中には、好酸球増多を伴うものがある。このような疾患には、ZAP70欠損症（ZAP70遺伝子の欠損）、CD3γ鎖欠損症（CD3G遺伝子の欠損）、MCHII欠損症（RFXANK遺伝子の欠損）、ウィスコット・アルドリッチ症候群（WAS 遺伝子の欠損）、IPEX症候群（IPEX 遺伝子の欠損）、CD40遺伝子の欠損、自己免疫性リンパ増殖症候群（Fas受容体遺伝子の欠損）などがある。その他、30以上の原発性免疫不全症候群が、好酸球数のわずかな増加、即ち好酸球増多を伴うことがある。高免疫グロブリンE症候群は、以下の遺伝子のいずれか1つの変異により、好酸球増多症を伴う。STAT3、DOCK8、PGM3、SPINK5、TYK2。オーメン症候群は、RAG1、RAG2、または稀に他のいくつかの遺伝子のいずれかに、原因となる変異があることによる、皮疹、脾腫、リンパ節腫脹を特徴とする重症複合免疫不全症である。

#### リンパ球変異型好酸球増多症
リンパ球変異型好酸球増多症（lymphocyte-variant hypereosinophilia）は、サイトカインを産生する特定のT細胞表現型の異常集団の拡大に起因する疾患である。この疾患は、表現型的には好酸球は正常に見えるが、異常T細胞リンパ球の産生に関してはクローン性である。表現型が異常なリンパ球は、骨髄の好酸球前駆細胞の増殖および成熟が刺激されることで異常な機能を示すが、研究例では、好酸球前駆細胞がインターロイキン-5、インターロイキン-3、またはインターロイキン-13を過剰に産生することに起因すると考えられている。この疾患は通常は緩徐進行型であるが、稀にT細胞リンパ腫やセザリー症候群に進行することがある。リンパ腫に進行する過程で、T細胞に6番染色体短腕や10番長腕の部分欠失、7番の過剰（トリソミー）といった異常が蓄積したり、CD3陰性、CD41陽性の免疫表現型を持つリンパ球が増殖することがある。この疾患の治療に関する報告は稀である。異常なCD3陰性・CD41陽性の免疫表現型を持つ16人のリンパ球変異型酸球増多症患者の研究では、コルチコステロイドの良好な反応は良好であったが、16人は最終的にコルチコステロイド代替薬を必要とした。ヒドロキシカルバミドやイマチニブは、クローン性好酸球増多症や慢性好酸球性白血病の多くの症例に比べて、このタイプの好酸球増多症には効果が期待できない。

#### 好酸球性血管性浮腫
好酸球性血管性浮腫（episodic angioedema with eosinophilia、グライヒ症候群，Gleich's syndrome）は、リンパ球変異型好酸球増多症の一種であると考えられ、好酸球増多症、IgM抗体の血中濃度上昇、T細胞のクローン性増殖を伴う。リンパ球変異型好酸球増多症と同様に、好酸球性血管性浮腫における血中好酸球の増加は、T細胞クローンによる好酸球刺激性サイトカインの分泌に起因すると考えられている。

#### IgG4関連疾患
IgG4関連疾患（Immunoglobulin G4-related disease）とは、涙腺炎、唾液腺炎、リンパ節炎、膵炎に加え、後腹膜の線維化が見られる疾患である。また、関節や脳以外のほとんどの臓器や組織が炎症を起こすこともある。症例の約1⁄3が好酸球増多症を示す。この血中好酸球数の増加は、しばしば異常なTリンパ球クローン（例えば、CD4陰性・CD7陽性T細胞、CD3陰性・CD4陽性T細胞、またはCD3陽性・CD4陰性・CD8陰性T細胞の数の増加）と関連しており、これらの免疫学的障害に続発すると考えられている。本疾患は再発を繰り返すことが多く、ステロイド薬やリツキシマブを第一選択薬とし、インターフェロンγを第二選択薬とすることで高い反応を示す。

#### 好酸球性血管リンパ球増殖症
好酸球性血管リンパ球増殖症（Angiolymphoid hyperplasia with eosinophilia）は、当初はIgG4関連疾患の一種であると考えられていたが、現在は別の疾患とされている。この疾患では、皮膚や（低頻度で）その他の組織に、炎症を伴う良性の血管系腫瘍が発生する。腫瘍は、リンパ球や好酸球が浸潤した組織球様内皮細胞からなり、好酸球増多を伴う。

#### コレステロール塞栓症
コレステロール塞栓症に罹患した患者の60 - 80％に、一過性流動性の好酸球増多が見られる。この疾患では、大きな動脈の動脈硬化プラークに存在するコレステロール結晶が外れ、血液中を下流に向かって移動し、小さな動脈を詰まらせ、その結果、複数の臓器や組織が障害を受ける。組織には好酸球、好中球、単球、リンパ球、形質細胞などによる急性の炎症が起こる。この好酸球増多反応の原因は不明である。

#### 副腎機能低下症
副腎から分泌されるステロイドホルモンの一種である糖質コルチコイドは、好酸球の増殖と生存を抑制する。副腎不全では、これらのホルモンの濃度が低いため、好酸球の増殖と生存が認められる。これにより、血液中の好酸球数が増加し、典型的な好酸球増多症が生じる。

### 臓器限定型好酸球増多症
好酸球増多症では、好酸球の大量浸潤により単一の特定臓器が損傷することがある。この疾患は、関与する臓器に基づいて下位分類され、以下の理由により、原発性好酸球増多症、二次性好酸球増多症、特発性好酸球増多症症候群の一形態とは見なされない。
1. 本疾患に関連する好酸球がクローン性であることが示されていない
2. 血中好酸球の増加の理由が決定されていない
3. 臓器障害が好酸球に起因することが示されていない
4. 個々の症例の疾患は通常、罹患した臓器に限定される

臓器限定型好酸球増多症の例としては、好酸球性心筋炎、好酸球性食道炎、好酸球性胃腸炎、好酸球性膀胱炎、好酸球性肺炎、好酸球性筋膜炎、好酸球性毛包炎、好酸球性蜂巣炎、好酸球性血管炎、口腔内好酸球性潰瘍などが挙げられる。臓器限定型好酸球増多症の他の例としては、心臓、腎臓、肝臓、大腸、肺胸膜、腹膜、脂肪組織、子宮筋層、滑膜などが関与するものがある。

## 治療
基本は基礎疾患の治療であるが、原発性好酸球症の場合、あるいは好酸球数を下げなければならない場合には、プレドニゾロンなどのステロイド系抗炎症薬を使用することがある。しかし、コルチコステロイドの作用機序である免疫抑制は、寄生虫症の患者では致命的なものとなりうる。
また、好酸球数を減少させる抗体医薬品として、ベンラリズマブ（好酸球の除去）やメポリズマブ（好酸球の増殖抑制）がある。

## 疾患の一覧
好酸球増多症は、特発性（一次性）であることもあるが、より一般的には他の疾患による二次性のものである。西洋では、アレルギー性疾患やアトピー性疾患が最も一般的な原因であり、特に呼吸器系や外皮系の疾患が多い。発展途上国では、寄生虫が最も一般的な原因である。ほぼ全ての身体組織で、寄生虫が感染すると好酸球増多症が発生しうる。好酸球増多症を徴候とする疾患には以下のものがある。
- アレルギー性疾患
  - 喘息[36]
  - 花粉症[36]
  - 薬剤性アレルギー[36]
  - アレルギー性皮膚疾患[36]
    - 天疱瘡[36]
    - 疱疹状皮膚炎
- IgG4関連疾患
- 寄生虫感染症[36]
- アジソン病およびストレスによる副腎機能の抑制[37]
- 一部の悪性腫瘍
  - 急性リンパ芽球性白血病
  - 慢性骨髄性白血病
  - 好酸球性白血病（英語版）
  - クローン性好酸球増多症（英語版）[20]
  - ホジキンリンパ腫[36]
  - 一部の非ホジキンリンパ腫[36]
  - リンパ球変異型好酸球増多症（英語版）
  - 全身性肥満細胞症（英語版）
- 全身性自己免疫疾患[36]
  - 全身性エリテマトーデス
  - 木村病[38]
  - 好酸球性多発血管炎性肉芽腫症[39]
  - 好酸球性筋膜炎（英語版）[40]
  - 好酸球性筋炎[41]
- 好酸球性心筋炎（英語版）[42]
- 好酸球性食道炎[43]
- 好酸球性胃腸炎[44]
- コレステロール塞栓症（英語版）（一過性）[36]
- コクシジオイデス症（渓谷熱）：米国南西部で顕著な真菌性疾患[45]
- ヒト免疫不全ウイルス感染症
- 間質性腎症
- 特発性好酸球増多症候群[28]
- 先天性疾患
  - 高免疫グロブリンE症候群（英語版）[41]
  - オーメン症候群（英語版）[41]
  - 家族性好酸球増多症（英語版）[19]